# Gaecheonjeol
Gaecheonjeol (en Hangul:개천절) es un día festivo en Corea del Sur que se celebra el 3 de octubre. Gaecheon significa El cielo se abre. Es un feriado nacional en Corea del Sur, mientras que en Corea del Norte es un día de conmemoración.
El día celebra el aniversario de la fundación de Corea en 2333 a. C. cuándo Gojoseon fue fundada por Dangun. Gaecheon indica al 3 de octubre en 2457 a. C., cuándo Hwangung viene desde el cielo a la tierra para vivir con su gente. Dangun es un hijo de Hwangung y primer rey en la historia coreana que es descrito en muchos textos coreanos como el origen de los coreanos.
El mes de octubre se llamaba Sangdal(El mes de origen o principio) porque se realizaba la ceremonia de cosecha en calidad de acción de gracias. Después de fallecimiento de Gojoseon, los reinos coreanos se suceden en otros nombres como ‘‘Dongmaeng’’ en Goguryeo, Yeonggo en Buyeo y Gyeum en Mahan, etcétera.
Bajo Silla y luego Goryeo, se celebran en forma de Palgwanhoe, una ceremonia budista en las cortes.
Durante la Ocupación japonesa de Corea, Na Cheol, un líder de los coreanos contra del gobierno japonés, celebraba la ceremonia de Gaecheonjeol. El gobierno provisional de la República de Corea también designó el mismo día como celebrar la fundación del país coreano desde 1919. Después de la independencia con Japón, el gobierno surcoreano empezó a celebrarlo desde 1948.